# Plotnikovia lanigera
Plotnikovia lanigera är en insektsart som beskrevs av Umnov 1930. Plotnikovia lanigera ingår i släktet Plotnikovia och familjen Dericorythidae. Inga underarter finns listade i Catalogue of Life.